# Комарівка (Корюківський район)
Комарі́вка — село в Україні, у Менській міській громаді Корюківського району Чернігівської області. Знаходиться на відстані одного кілометра на схід від с.Киселівка.
Населення становить 72 особи. До 2016 орган місцевого самоврядування — Киселівська сільська рада.

## Походження назви
За переказами старих людей, 150 років тому ця місцевість являла собою непрохідний ліс. Урочище лісу називалося Кути, від чого і пішла назва населеного пункту — Кути. Але пізніше самі жителі змінили його назву на Комарівку. Оточені лісом і болотом, вони дуже потерпали від комарів.

## Історія
Перші жителі цих місць були вихідцями з с. Киселівки, які з'явилися тут ще до 1861 року. Після скасування кріпосного права сюди переселилися жителі із сіл Феськівка, Слобідка, Баба (нині Покровське) та з м. Мена.
У 1917 році в Комарівці було 16 дворів і проживало близько 120 жителів.
У 1917-1921 роках у селі кілька разів змінювалась влада. Остаточну владу отримали більшовики.
У 1920–1921 рр. поблизу Комарівки, в урочищі «Мокриця», діяв загін українських повстанців, який очолював офіцер царської армії Петренко. У 1921 році загін було знищено більшовицькими окупантами.
У 1927 році в селі було створено школу-лікнеп для підлітків і дорослих.
У 1931 році розпочалася примусова колективізація. У 1934 році всі жителі села вступили до утвореного колгоспу «Перше травня». Перед німецько-радянською війною в селі налічувалося 50 дворів і проживало близько 240 жителів.
У січні 1950 року місцевий колгосп «Перше травня» увійшов до складу Киселівського колгоспу ім. Сталіна.
У 1963 році в селі налічувалося 66 дворів з кількістю жителів 179 осіб. Станом на 01.01.2000 року в селі — 36 господарств і 67 жителів. На 01.01.2025 - 18 мешканців.
12 червня 2020 року, відповідно до розпорядження Кабінету Міністрів України № 730-р «Про визначення адміністративних центрів та затвердження територій територіальних громад Чернігівської області», увійшло до складу Менської міської громади.
19 липня 2020 року, в результаті адміністративно-територіальної реформи та ліквідації Менського району, село увійшло до складу Корюківського району.